# Rawin Nontaket
Rawin Nontaket (thailändisch จีรณัฐ นนทเกษ, * 19. Juni 1988 in Phuket), ehemals Jiranat Nontaket, ist ein thailändischer Fußballspieler.

## Karriere
Rawin Nontaket erlernte das Fußballspielen in der Collegemannschaft des Assumption College in Si Racha. Seinen ersten Vertrag unterschrieb er 2007 bei Bangkok United. Der Verein aus der thailändischen Hauptstadt Bangkok spielte in der ersten Liga, der Thai Premier League. 2011 wechselte er zum ebenfalls in Bangkok beheimateten Ligakonkurrenten TOT SC. Hier stand er bis Mitte 2015 unter Vertrag. Im August 2015 unterschrieb er einen Vertrag beim Zweitligisten PTT Rayong FC. Mit dem Verein aus Rayong spielte er in der zweiten Liga, der Thai Premier League Division 1. Mitte 2017 verpflichtete ihn der Drittligist Samut Sakhon FC. Ende der Saison 2017 wurde er mit dem Klub aus Samut Sakhon Meister der Thai League 3 und stieg somit in die zweite Liga auf. Anfang 2020 nahm ihn der Zweitligaaufsteiger Phrae United FC. Für den Verein aus Phrae absolvierte er 13 Zweitligaspiele. Zur Saison 2021/22 wechselte er nach Bangkok zum Ligakonkurrenten Kasetsart FC. Für Kasetsart absolvierte er zwei Zweitligaspiele.
Seit dem 1. Januar 2022 ist Rawin Nontaket vertrags- und vereinslos.

## Erfolge
Samut Sakhon FC
- Thai League 3 – Lower: 2017  ▲